# 金屋-螺旋山 (加利福尼亞州)
金屋-螺旋山（英語：Casa de Oro-Mount Helix）是位於美國加利福尼亞州聖地牙哥縣的一個人口普查指定地區。

## 地理
金屋-螺旋山的座標為32°45′48″N 116°56′39″W / 32.76333°N 116.94417°W，而該地最高點為海拔高度9米（即28英尺）。

## 人口
根據2010年美國人口普查的數據，金屋-螺旋山的面積為17.749平方千米，均為陸地。當地共有人口18762人，而人口密度為每平方千米1,057人。